# Ledeuix
Ledeuix – miejscowość i gmina we Francji, w regionie Nowa Akwitania, w departamencie Pireneje Atlantyckie.
Według danych na rok 1990 gminę zamieszkiwało 1087 osób, a gęstość zaludnienia wynosiła 80 osób/km² (wśród 2290 gmin Akwitanii Ledeuix plasuje się na 397. miejscu pod względem liczby ludności, natomiast pod względem powierzchni na miejscu 844.).